# Al Baida
Az Zawiya Al Bayda' (también escrita Al-Baidhah, Baida, El-Beda o Beida) (en árabe: البيضاء‎), y llamada Beda Littoria bajo la ocupación italiana, es una localidad del noreste de Libia, la cuarta ciudad más grande del país. Una de las mayores atracciones de la ciudad es la tumba de un célebre compañero de Mahoma, Ruwaifi bin Thabit al-Ansari. Por esto, la ciudad fue conocida inicialmente como Sidi Rafaa' en su honor. Tras la llegada de Sayyid Muhammad ibn Ali as-Senussi a la zona en el siglo XIX y la construcción de una zawia, la ciudad recibió el nombre de Az Zawiya Al Bayda (El Monasterio Blanco). 
La ciudad moderna se construyó en los años 1950. En un principio iba a ser la nueva capital de Libia, y se levantó la mayoría de los edificios gubernamentales necesarios. Finalmente se abandonó el plan de trasladar la capital desde Trípoli a Al Beyda'. Al Bayda' quedó como capital del distrito de Al Jabal al Akhdar.
Al Bayda' alberga la sede de la Universidad de Omar Al-Mukhtar, cuyos campus se extienden también a Al Qubah, Derna y Tobruk. Las facultades más importantes son las de Medicina, Farmacia, Veterinarias, Artes, Agricultura, Ingeniería y Ciencias. 
Al Bayda es también famosa por hallarse en sus inmediaciones los enclaves de Shahad y Susa. En Shahad se hallan las ruinas de la antigua ciudad griega de Cirene, de más de 2.000 años de antigüedad. Susa es un centro turístico costero. Se supone que el clima de Al Bayda es el más placentero de Libia. El invierno se prolonga de octubre a marzo, alcanzándose mínimas de unos 5 °C.

## Historia
La historia de Al Bayda se remonta a la Antigua Grecia, cuando era conocido como Balagrae. Las ruinas de 2.000 años de la antigua colonia griega de Cirene Shahad se encuentran cerca.
Uno de los mayores atractivos en la actualidad la ciudad está la tumba de un famoso compañero del profeta Mahoma, Ruwaifi bin Thabit al-Ansari. Por esa razón, la ciudad es conocida como Sidi Rafaa después de su muerte. Después de la llegada de Sayyid Muhammad ibn Ali as-Senussi a la zona en el siglo XIX, y la construcción de una zawiya, la ciudad fue rebautizada como Az Zawiya Al Bayda.
La ciudad moderna fue construida en la década de 1950. Fue pensada originalmente para ser la nueva capital de Libia, y la mayoría de los edificios gubernamentales necesarios estaban construidos allí. Finalmente, el plan de trasladar la capital desde Trípoli a Al Bayda fue abandonado. Al Bayda es la sede administrativa del Distrito Al Jabal al Akhdar actualmente.

### Protestas civiles de 2011
Tras las protestas masivas de 2011, la Ciudad ha sido tomada bajo el control de la oposición de Libia y no por el Gobierno de Muamar al-Gadafi.

## Clima
El clima de esta ciudad libia es de tipo mediterráneo, en el límite de los subclimas mediterráneo litoral y mediterráneo continental (Csa–Csb), debido a que se encuentra a 600 metros sobre el nivel del mar. Presenta lluvias abundantes durante la época invernal, siendo las nevadas un fenómeno bastante raro que ocurre en promedio una vez cada 20 años.
| Parámetros climáticos promedio de Al Baida (Aeropuerto)               | Parámetros climáticos promedio de Al Baida (Aeropuerto) | Parámetros climáticos promedio de Al Baida (Aeropuerto) | Parámetros climáticos promedio de Al Baida (Aeropuerto) | Parámetros climáticos promedio de Al Baida (Aeropuerto) | Parámetros climáticos promedio de Al Baida (Aeropuerto) | Parámetros climáticos promedio de Al Baida (Aeropuerto) | Parámetros climáticos promedio de Al Baida (Aeropuerto) | Parámetros climáticos promedio de Al Baida (Aeropuerto) | Parámetros climáticos promedio de Al Baida (Aeropuerto) | Parámetros climáticos promedio de Al Baida (Aeropuerto) | Parámetros climáticos promedio de Al Baida (Aeropuerto) | Parámetros climáticos promedio de Al Baida (Aeropuerto) | Parámetros climáticos promedio de Al Baida (Aeropuerto) |
| Mes                                                                   | Ene.                                                    | Feb.                                                    | Mar.                                                    | Abr.                                                    | May.                                                    | Jun.                                                    | Jul.                                                    | Ago.                                                    | Sep.                                                    | Oct.                                                    | Nov.                                                    | Dic.                                                    | Anual                                                   |
| --------------------------------------------------------------------- | ------------------------------------------------------- | ------------------------------------------------------- | ------------------------------------------------------- | ------------------------------------------------------- | ------------------------------------------------------- | ------------------------------------------------------- | ------------------------------------------------------- | ------------------------------------------------------- | ------------------------------------------------------- | ------------------------------------------------------- | ------------------------------------------------------- | ------------------------------------------------------- | ------------------------------------------------------- |
| Temp. máx. abs. (°C)                                                  | 30.1                                                    | 28.2                                                    | 33.0                                                    | 33.0                                                    | 38.0                                                    | 40.0                                                    | 40.6                                                    | 39.9                                                    | 45.0                                                    | 38.5                                                    | 36.2                                                    | 25.0                                                    | 45.0                                                    |
| Temp. máx. media (°C)                                                 | 11.2                                                    | 12.2                                                    | 14.6                                                    | 18.5                                                    | 22.6                                                    | 26.3                                                    | 26.8                                                    | 26.3                                                    | 25.3                                                    | 21.3                                                    | 16.6                                                    | 12.3                                                    | 19.5                                                    |
| Temp. media (°C)                                                      | 7.9                                                     | 8.4                                                     | 10.6                                                    | 13.7                                                    | 17.1                                                    | 20.6                                                    | 21.4                                                    | 21.4                                                    | 20.0                                                    | 18.1                                                    | 14.2                                                    | 10.3                                                    | 15.3                                                    |
| Temp. mín. media (°C)                                                 | 4.0                                                     | 4.0                                                     | 5.6                                                     | 7.8                                                     | 10.8                                                    | 14.0                                                    | 16.0                                                    | 16.1                                                    | 14.5                                                    | 12.6                                                    | 9.0                                                     | 5.1                                                     | 10                                                      |
| Temp. mín. abs. (°C)                                                  | -9.0                                                    | -3.0                                                    | 0.0                                                     | 5.0                                                     | 1.0                                                     | -1.0                                                    | 0.0                                                     | 9.0                                                     | 10.0                                                    | -19.0                                                   | 0.0                                                     | 0.5                                                     | -19.0                                                   |
| Precipitación total (mm)                                              | 126                                                     | 88                                                      | 66                                                      | 24                                                      | 9                                                       | 2                                                       | 0                                                       | 0                                                       | 10                                                      | 59                                                      | 69                                                      | 115                                                     | 568                                                     |
| Días de nevadas (≥ 1 mm)                                              | 0                                                       | 0                                                       | 0                                                       | 0                                                       | 0                                                       | 0                                                       | 0                                                       | 0                                                       | 0                                                       | 0                                                       | 0                                                       | 0                                                       | 0                                                       |
| Fuente n.º 1: Meoweather (Temperaturas y días de nevadas) (en inglés) |                                                         |                                                         |                                                         |                                                         |                                                         |                                                         |                                                         |                                                         |                                                         |                                                         |                                                         |                                                         |                                                         |
| Fuente n.º 2: Weatherbase (Precipitaciones) (en inglés)               |                                                         |                                                         |                                                         |                                                         |                                                         |                                                         |                                                         |                                                         |                                                         |                                                         |                                                         |                                                         |                                                         |